# Siri von Essen
Sigrid Sofia Matilda Elisabet (Siri) von Essen (17. října 1850, Porvoo, Finsko – 21. dubna 1912, Finsko) byla švédsky mluvící finská herečka.
Dcera štábního kapitána Karla Reinholda von Essen a Elisabet Charlotty In de Betou. V letech 1872–1876 provdaná za poručíka Carla Gustafa Wrangela a v letech 1877–1891 za Augusta Strindberga, s kterým měla dceru Karin.

Siri von Essen je pochována na hřbitově Norra begravningsplatsen v Solně.